# Zatoka Wismarska
Zatoka Wismarska (niem. Wismarer Bucht, a także Wismarbucht) – zatoka, będąca częścią Zatoki Meklemburskiej znajdująca się w jej południowej części. Od północnego wschodu ograniczona wyspą Poel, od północnego zachodu wysepką Walfisch. Stanowi część wybrzeża Meklemburgii-Pomorza Przedniego. Główne miasto to Wismar.